# Bermesnil
Bermesnil är en kommun i departementet Somme i regionen Hauts-de-France i norra Frankrike. Kommunen ligger i kantonen Oisemont som tillhör arrondissementet Abbeville. År 2022 hade Bermesnil 201 invånare.

## Befolkningsutveckling
Antalet invånare i kommunen Bermesnil
| Referens: INSEE |